# Технология
Техноло̀гия (на гръцки: τέχνη – изкуство, майсторство, умение и на гръцки: λόγος – изучаване) – съвкупност от способи и средства за постигане на желан резултат; начин за преобразуване на даденото в необходимо. Технологията включва последователността на операциите и процедурите, тя е тясно свързана с използваните машини, оборудване, инструменти и материали (наричани общо техника).
Съвременните технологии се основават на постиженията на научно-техническия прогрес и са насочени към производството на продукт: материалната технология създава материален продукт, информационните технологии – информационен продукт. Съвременните технологии са свързани с науката и могат да бъдат обособени като отделна академична дисциплина, насочена към разработване и усъвършенстване на методите и инструментите за производство. В разговорната реч е прието технологичен процес или кратко технология да се нарича описанието на производствения процес, самите операции по добив, транспорт и преработка, инструкциите за изпълнението им, технологичните изисквания и т.н. Техническият контрол в производството също е част от технологията. С разработката на технологии се занимават технолози, инженери, конструктори, програмисти и други специалисти.

## История на развитие на технологиите
Преди появата на технологиите е господствало изкуството – човекът е правил нещо, но то се е получавало като дар – или дарът му е бил даден, или не. С помощта на технологиите напротив – това, което е било достъпно за единици, става достъпно за всички. Например, изработката на каменна брадва може да се разглежда като акт на изкуство, но също и като технология. В първия случай брадвата е неповторима (може би), но със смъртта на носителя на изкуството за правене на брадви, изкуството изчезва. Във втория случай майсторството ще се запази завинаги, но качеството на продукта (може би) няма да е толкова високо.
Моментът на преход от изкуство към технология фактически е началото на съвременната човешка цивилизация и прави възможно по-нататъшното и развитие и усъвършенствуване. С течение на времето технологиите са претърпели значителни изменения, и ако някога технологията е била просто един навик, то днес технологията е комплекс от знания (наричан често ноу-хау), получени понякога с цената на скъпи и сложни научни изследвания.

### Учебни предмети в българската образователна система
С приемането на Закона за предучилищното и училищното образование, от 2016 г. постепенно се въвеждат учебни предмети с нови наименования в началната степен и в прогимназиален етап на българските училища. Така от първи клас учениците изучават като задължителен общообразователен предмет технологии и предприемачество, а от 2021 година в пети клас се изучава компютърно моделиране и информационни технологии. Като се използва описателен текст наименованието за технология е в опростен вид и не се разграничава от изкуството.

## Видове технологии

### Машинни технологии
Механизмите и машините са устройства, предназначени за преобразуването на енергия в определен вид работа или в друг вид енергия. Така например, автомобилът използва енергия за придвижване на стоки от едно място на друго, а генераторите преобразуват различни източници на енергия в електричество. Чрез използването на машините се облекчава физическия труд на човека и се повишава неговата производителност.
Прости инструменти и механизми се използват от зората на човечеството, като през следващите хилядолетия те значително се усъвършенстват и усложняват, но дълго време използването на машини остава ограничено от източниците на енергия – главно работата на хора или животни и донякъде използване на вятъра и реките. Обрат в това положение настъпва с Индустриалната революция през XVIII – XIX век, която довежда до широкото използване на двигатели за трансформиране на енергията от изкопаеми горива в механична работа – първоначално на парни машини, след това на двигатели с вътрешно горене, а с развитието на електротехниката – и електродвигатели. През следващите десетилетия започват да се използват и други източници на енергия – хидравличната енергия на язовири, ядрена енергия и възобновяема енергия.
Развитието на машинните технологии се отразява на напредъка на всички останали технологични области, които използват машини повсеместно – от валцуващи машини в металургията до вентилатори в домашните компютри. От друга страна развитието на металургията с въвеждането на икономично производство на качествени материали е решаващо за развитието на машиностроенето. Електрификацията се превръща в ефективно средство за пренос на енергия, давайки възможност за лесното използване на машини и извън големите промишлени предприятия, включително разнообразната битова техника. Напредъкът на информационните технологии довежда до автоматизация на много машини и до създаването на автономни автоматизирани машини – роботи.

### Химични технологии и технология на материалите
Технологията на материалите е насочена към създаването и ефективното производство на различни материали, използвани в техниката и бита. Сред тях важно място заемат металите и металните сплави, създавани от металургията, и пластмасите и нефтопродуктите, които са сред продуктите на химичните технологии. Високотехнологична област в технологията на материалите е нанотехнологията, занимаваща се с контрол над веществото на микроскопично ниво и създаването на устройства, съизмерими по размер с молекулите.
Развитието на технологията на материалите води началото си от Древността, когато усвояването на различни видове метали – мед, бронз, желязо – служи за основа на историческата периодизация. По това време се появява и керамиката, а по-късно и стъклото, през Средновековието стават известни и базови химични технологии, като дестилацията. Материалите получават бързо развитие по време на Индустриалната революция, когато започва промишленото производство на стомана, развити и усъвършенствани са основните процеси на химическата промишленост, въведена е употребата на бетона.

### Биотехнологии
Биотехнологиите използват живи организми, биологични системи или техни производни за създаването или модифицирането с определена цел на продукти или процеси. Те намират приложение в широк кръг области – от земеделието до медицината и тежката промишленост.
Биотехнологиите се появяват през неолита с одомашняването на растения и животни, последвано от продължителни усилия за техния изкуствен отбор и хибридизация. Те получават решителен тласък с развитието на биологията през XIX век, което дава възможност за тяхното широко навлизане в практиката. Днес на биотехнологиите се възлагат големи надежди за получаването на алтернативни хранителни вещества, лекарствени субстанции и ваксини от модифицирани за целта микроорганизми. В последните години усилено се работи и в областта на растителните и ДНК рекомбинантните биотехнологии.
Биотехнологиите се базират на чистите биологични науки, като генетика, микробиология, молекулярна биология, биохимия, ембриология, клетъчна биология, а в много случаи и на други научни области, като инженерна химия, информатика и други. В същото време съвременните биологични науки са тясно свързани с биотехнологията и широко използват биотехнологични технически средства.

### Информационни и комуникационни технологии
Информационните технологии (ИТ, на английски: information technology, IT) са широк клас от дисциплини и области на дейност, свързани с управлението и обработката на информация. Под информационни технологии се подразбират преди всичко компютърни технологии. В частност, ИТ са свързани с използването на компютри и програмно осигуряване за съхранение, преобразуване, защита, обработка, предаване и приемане на информация. По тази причина специалистите по компютри често се наричат ИТ специалисти.

## Високи технологии
Най-новите и бързо развиващи се области на технологията в даден исторически момент често се определят като високи технологии. Макар те да включват разнородни области от технологиите и обхватът им да се променя с времето, високите технологии имат редица общи черти. Най-съществената сред тях е, че те привличат значителна част от разходите за развойна дейност, тъй като бързото им развитие води до голяма и бърза възвръщаемост. Високотехнологичните сектори на икономиката обикновено реализират много бърз растеж, въвличайки инвестиции, търсещи висока доходност при по-висок риск. В началото на XXI век към високите технологии се отнасят части от биотехнологиите, фармацевтиката, авиационните и космически технологии, уредостроенето, компютърните и комуникационни технологии.